# Apple Motion
Apple Motion is een programma ontwikkeld door Apple. Het wordt gebruikt om motion graphics te creëren en te bewerken, ondertiteling voor films te maken en 2D/3D compositing voor visuele effecten.

## Geschiedenis
Het oorspronkelijke product (codenaam "Molokini") werd voorgesteld op 19 april 2004. De tweede versie werd voorgesteld op het NAB-evenement in april 2005, samen met de herzieningen van andere Pro-applicaties die geoptimaliseerd zijn voor de Power Mac G5 en Mac 10.4.
In januari van 2006 stopte Apple de verkoop van Motion als een alleenstaand product. Motion 3 werd op 15 april geïntroduceerd op NAB in Las Vegas en maakte vanaf dan deel uit van de Final Cut Studio 2-suite. Motion 4 is een deel van de Final Cut Studio 3-suite die geïntroduceerd werd op 23 juli 2009.